# Iogurt amb all

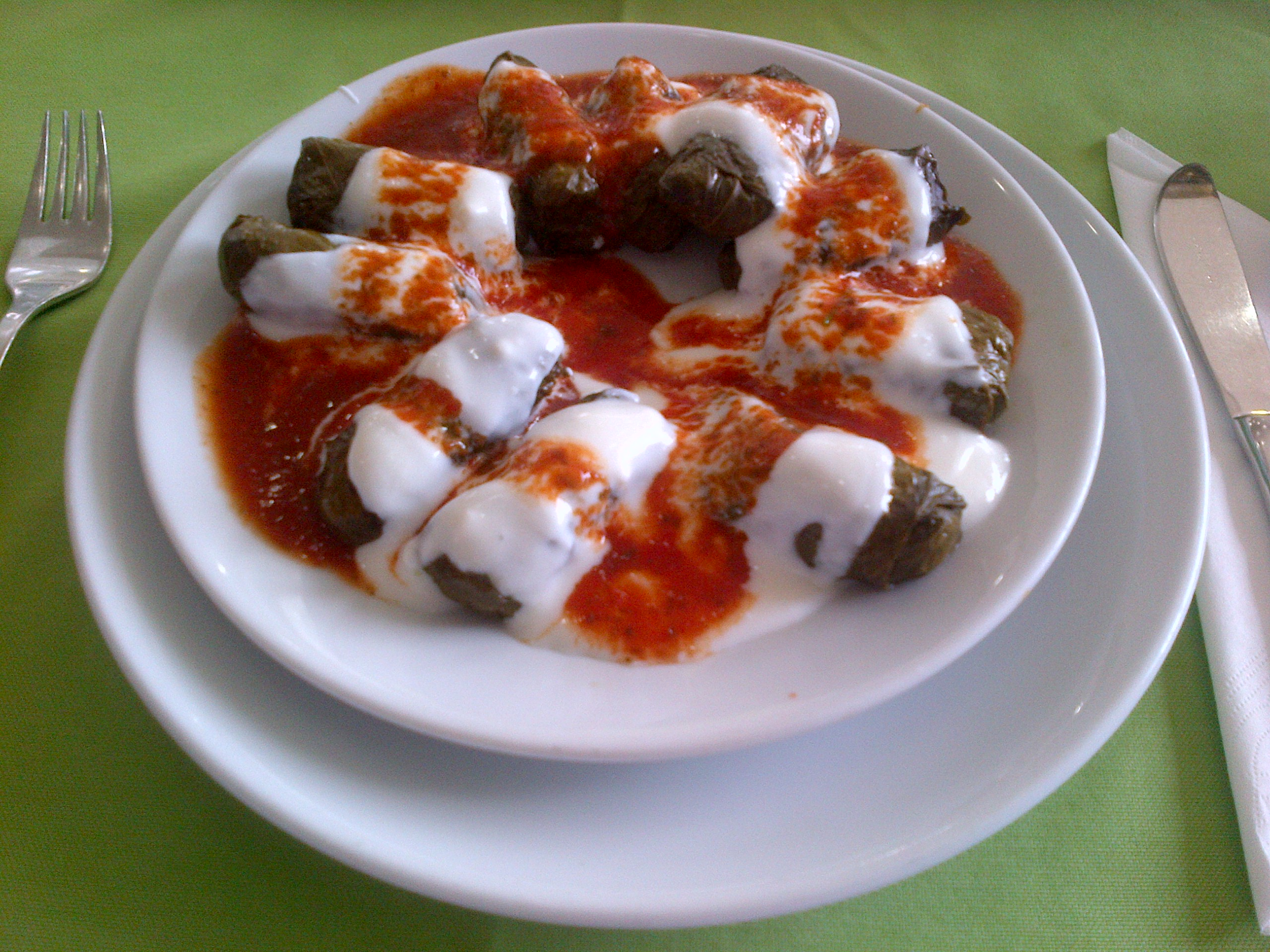
"Etli yaprak sarma" (Fulles de vinya farcides amb carn vermella) i la típica salsa de iogurt amb all a sobre.

Iogurt amb all (o Sarımsaklı yoğurt en turc) és una salsa molt típica i comuna de la cuina turca. Aquesta salsa es fa servir des de l'elaboració de plats d'ou com çılbır fins al mantı o com un acompanyament a les dolma i sarma. Per fer aquesta salsa s'agrega, a part de l'all molt, només cal afegir sal al iogurt, i de vegades una mica d'oli d'oliva, i si es fa servir süzme yoğurt (iogurt filtrat), també una mica d'aigua.
El iogurt amb all també es fa servir a Turquia per marinar les carns vermelles o blanques.